# Pirkkala
Pirkkala (svédül Birkala) finnországi település Tamperétől 8 km-re délnyugatra. Lakossága 15 270 (2006-os adatok alapján), területe 103,86 km². Pirkkala a 21. század elején a leggyorsabban fejlődő település a Pirkanmaa régióban.
A Tampere–Pirkkala repülőtér a település délnyugati részén található, amely a  Helsinki nemzetközi repülőtér után Finnország második legfontosabb nemzetközi reptere.

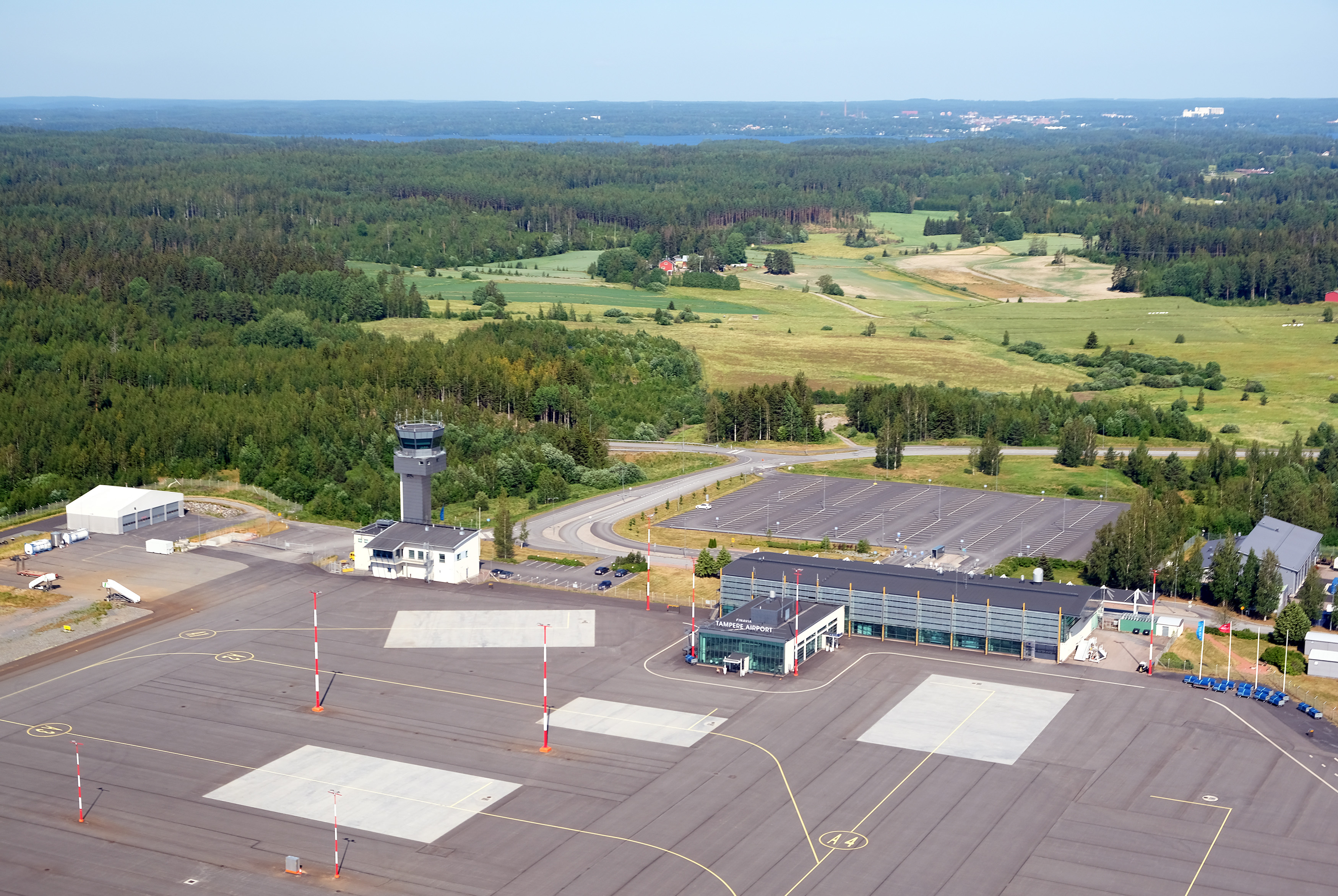
Tampere–Pirkkala repülőtér